# 1338
Cette page concerne l'année 1338  du calendrier julien. Pour l'année 1338 av. J.-C., voir 1338 av. J.-C.
L'année 1338 est une année commune qui commence un jeudi.

## Événements

### Asie
- Printemps : départ de Constantinople du Vénitien Giovanni Loredan dit « Vacha », pour un  voyage en Inde par Tana, Astrakhan, Ourguentch et l’Hindou-Kouch[1].
- 16 juillet, Iran : victoire du Chupanide Hasan Kûtchek sur le Jalayiride Hasan Buzurg dans les monts Alatagh[2]. Hasan Buzurg doit céder Tabriz et l’Azerbaïdjan aux Chupanides.
- 31 octobre : le pape Benoît XII, après avoir reçu une ambassade mongole le 13 juin[3], désigne quatre légats, dont Jean de Marignolli, pour se rendre en Chine auprès du grand Khan Shundi. Ils quittent Avignon en décembre[4].

- Au Japon, le shôgunat est restauré par la famille Ashikaga[5]. Ashikaga Takauji (1305-1358) gouverne à Kyōto, tandis qu’un représentant d’une branche cadette de sa famille exerce la charge de vice-shogun à Kamakura. Pendant la période des Dynasties du Nord et du Sud (1338-1392), les tenants des deux lignées impériales ravagent le centre du Japon par d’incessantes luttes meurtrières.
- Début du règne de Yisuntémur, khan Djaghataïde du Mogholistan[6]. Il est renversé vers 1341 par Ali-Sultan, un descendant d'Ögödei[7].
- Incursions chinoises dans les royaumes himalayens de l'Inde. Une armée entière du sultan de Delhi est perdue dans une expédition au Garhwal[8], dans l’Himalaya, anéantie par les Tibétains. Le Bengale en profite pour faire sécession[9].

### Europe

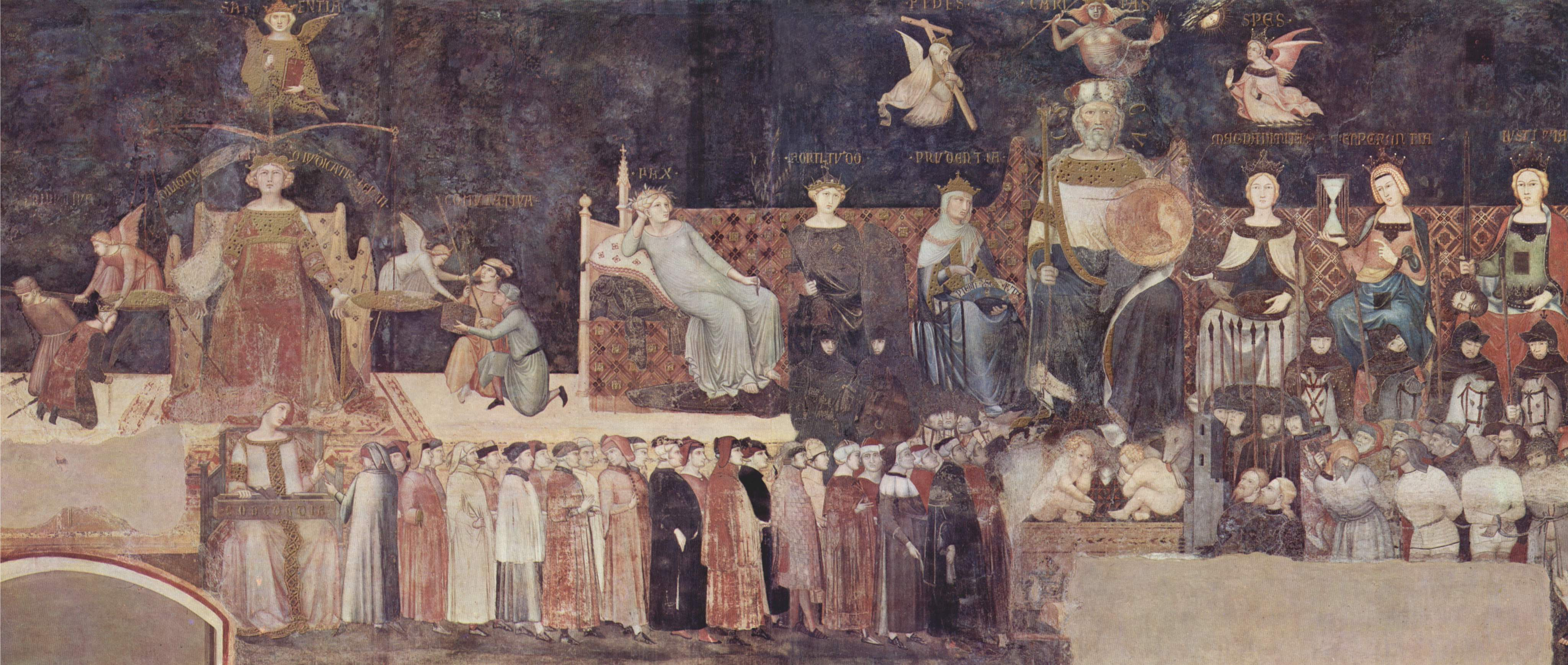
Les Effets du bon et du mauvais gouvernement, du peintre Ambrogio Lorenzetti (1338-1339).

- 3 janvier : Jacob van Artevelde est élu capitaine par les Gantois révoltés[11].
- Mars : alliance de Visegrád entre Charles Robert de Hongrie, Casimir III de Pologne et Georges II de Galicie-Volhynie[12]. Le prince Georges II de Galicie-Volhynie désigne le roi Casimir III de Pologne comme successeur.
- 11 avril : l'avant-garde de l'armée du roi de France se présente devant Gand[13].
- 23 avril : Jacob van Artevelde est victorieux du comte de Flandre Louis de Nevers devant le château de Biervliet[13].
- 29 avril : une alliance offensive et défensive est proclamée entre Bruges, Ypres et Gand[14]. En été, Louis de Nevers doit fuir la Flandre, tombée entre les mains des insurgés.
- 17 mai : Louis IV de Bavière proclame le manifeste Fidem catholicam qui met l'empereur à égalité avec le pape. L'empereur tient son pouvoir de ses électeurs et n'a pas besoin de la caution du pape[15].
- 16 juillet : les électeurs réunis à Rhense approuvent le Fidem catholicam[15].
- 22 juillet : Édouard III d'Angleterre débarque avec ses troupes à Anvers[16].
- 4 août : La diète de Francfort promulgue la constitution Licet juris concernant l'élection de l'empereur[15].
- 31 août : Édouard III d'Angleterre rencontre Louis IV de Bavière à Coblence[17] qui le nomme vicaire d'Empire le 3 septembre[16].

- Le clergé de Hongrie envoie au pape un cahier de doléance pour protester contre la suppression de nombreux privilèges, l’imposition des domaines ecclésiastiques, la confiscation des propriétés devenues vacantes, l’aggravation des obligations militaires du clergé et de ses charges pour la construction des fortifications. Carobert s’arroge le droit d’attribuer les titres et prébendes ecclésiastiques à ses propres fidèles, jusqu’au point de nommer évêque de Györ son fils Koloman, né hors mariage[18].